# 지대한
지대한(1969년 1월 1일 ~ )은 대한민국의 배우, 교수이다.

## 학력
- 부산내성중학교
- 부산해사고등학교 항해과
- 대진대학교 연극영화과

## 출연 작품
영화
- 《천하대장군》 (1994년)
- 《파워 킹》 (1995년) - 몬스터 역
- 《꼬리치는 남자》 (1995년) - 사내 역
- 《쉬리》 (1999년) - OP특공 역
- 《주유소 습격 사건》 (1999년) - uncredited 역
- 《박하사탕》 (2000년)
- 《반칙왕》 (2000년) - 백두산 역
- 《산책》 (2000년)
- 《비밀》 (2000년)
- 《7인의 새벽》 (2001년)
- 《친구》 (2001년) - 눈 칼자욱 그림자 역
- 《파이란》 (2001년) - 똘마니 2 역
- 《두사부일체》 (2001년) - 명도파 보스 역
- 《복수는 나의 것》 (2002년) - 지 형사 역
- 《챔피언》 (2002년) - 황준석 역
- 《중독》 (2002년) - 철현 역
- 《해안선》 (2002년) - 군의관 역
- 《봄 여름 가을 겨울 그리고 봄》 (2003년) - 지 형사 역
- 《올드보이》 (2003년) - 주환 역
- 《아홉살 인생》 (2004년) - 여민 부 역
- 《투 가이즈》 (2004년) - 용식 역(우정출연)
- 《내 남자의 로맨스》 (2004년) - 매니저 역
- 《파송송 계란탁》 (2005년) - 불법음반 사장 역(우정출연)
- 《연애》 (2005년) - 형사반장 역(특별출연)
- 《애인》 (2005년) - 현장소장 역
- 《맨발의 기봉이》 (2006년) - 영삼 역
- 《해바라기》 (2006년) - 김병진 역
- 《조폭 마누라 3》 (2006년) - 돌돔 역
- 《상사부일체》 (2007년) - 포장마차 주인 역(우정출연)
- 《무방비도시》 (2008년) - 김광섭 역
- 《유감스러운 도시》 (2009년) - 도끼 역(특별출연)
- 《슬픔보다 더 슬픈 이야기》 (2009년) - 가수 A 엔지니어 역(우정출연)
- 《인사동 스캔들》 (2009년) - 곽 사장 역(우정출연)
- 《해운대》 (2009년) - 상렬 역 (첫 천만영화)
- 《정승필 실종사건》 (2009년) - 일근 역
- 《걸프렌즈》 (2009년) - 택시 운전사 역(우정출연)
- 《비밀애》 (2010년) - 등산객 역(특별출연)
- 《내 남자의 순이》 (2010년)
- 《꿈은 이루어진다》 (2010년) - 북GP 소대장 역
- 《물 없는 바다》 (2011년)
- 《원더풀 라디오》 (2012년) - 다희 아빠 역(특별출연)
- 《철암계곡의 혈투》 (2012년) - 판호 역
- 《비정한 도시》 (2012년) - 형사 역
- 《범죄소년》 (2012년) - 학교 앞 형사 반장 역
- 《차이나 블루》 (2012년) - 만국 역
- 《공정사회》 (2013년) - 택시 기사 역(특별출연)
- 《개똥이》 (2013년) - 최 사장 역
- 《밤의 여왕》 (2013년) - 노조 위원장 역
- 《창수》 (2013년) - 심부름 센터 소장 역
- 《청야》 (2013년)
- 《슈퍼맨 강보상》 (2013년) - 김대한 역
- 《가면무도회》 (2013년)
- 《연애의 기술》 (2013년) - 김 부장 역
- 《맛》 (2014년) - 모닝 남편 역
- 《스케치》 (2014년) - 관장 역(특별출연)
- 《백프로》 (2014년) - 홍만 아버지 역
- 《욕망의 독: 중독》 (2014년) - 환자 3 역(특별출연)
- 《소리굽쇠》 (2014년) - 횟집 주인 역
- 《울언니》 (2014년) - 지 형사 역
- 《아름다운 용서》 (2014년)
- 《강남 1970》 (2015년) - 장덕재 역(†)
- 《헬머니》 (2015년) - 자칼 형사 역(우정출연)
- 《세계일주》 (2015년) - 김 형사 역
- 《악의 연대기》 (2015년) - 아파트 남자 역(특별출연)
- 《성실한 나라의 앨리스》 (2015년) - 박 형사 역
- 《탐정: 더 비기닝》 (2015년) - 장호 역
- 《널 기다리며》 (2016년) - 희주 모 남편 역(특별출연)
- 《날, 보러와요》 (2016년) - 강병주 역
- 《캠핑》 (2016년) - 노부 역(특별출연)
- 《형》 (2016년) - 국대 감독 역
- 《마차 타고 고래고래》 (2017년) - 관리인 역(특별출연)
- 《악녀》 (2017년) - 그림자 1 역
- 《푸른노을》 (2017년) - 관리사무소 직원 역 (우정출연)
- 《아웃도어 비긴즈》 (2017년) - 황씨 역 (우정출연)
- 《아메리카 타운》 (2017년) - 클럽 사장 역
- 《1급기밀》 (2018년) - 보도국장 역
- 《신 전래동화》 (2018년) - 홍길동 아버지 역
- 《아웃도어 비긴즈》 (2018년) - 황씨 역
- 《참외향기》 (2018년) - 용득 역
- 《속닥속닥》 (2018년) - PC방 아저씨 역
- 《대관람차》 (2018년) - 대정 역
- 《아메리카 타운》 (2018년) - 클럽 사장 역
- 《전설의 고향》 (2018년) - 승만 역
- 《순이》 (2018년) - 순이 아빠 역
- 《기방도령》 (2019년) - 호판 역
- 《접전: 갑을 전쟁》 (2019년) - 창수 역
- 《개 같은 것들》 (2020년) - 종구 역
- 《새출발》(2020년) - 방 실장 역
- 《멀리가지마라》(2021년) - 이광철 역
- 《파이프라인》 (2021년) - 빨대 역
- 《가치 캅시다》 (2021년) - 교수 역
- 《하우치 (Hauchi)》 (2021년)
- 《타이거마스크》 (2021년)
- 《나만 보이니》(2021년) - 파출소장 역 (특별출연)
- 《하로동선》 (2022년) - 김 사장 역
- 《감동주의보》 (2022년) - 택시기사 역
- 《개들의 도시》 (2022년) - 준기 역
- 《오! 마이 고스트》 (2022년) - 배대랑 역
- 《장인과 사위》 (2024년)
- 《하우치》 (2024년) - 재학 역

TV 드라마
- 《지리산》 (1989년)
- 《경찰청 사람들》 (1993년 ~ 1998년)
- 《긴급구조 119》 (1994년 ~ 1999년)
- 《무인시대》 (2003년 ~ 2004년) - 차가타이 역
- 《제5공화국》 (2005년)
- 《전설의 고향 - 사신 이야기》 (2008년) - 양수 역
- 《천추태후》 (2009년) - 소손녕 역
- 《자이언트》 (2010년) - 야수파 두목 역 (특별출연)
- 《마이더스》 (2011년) - 장필도 역
- 《응답하라 1994》 (2013) - 사천시 반대 시위하는 주민 역
- 《귀신 보는 형사 처용》 (2014년) - 주임선생님 역
- 《KBS 드라마 스페셜 - 머리 심는 날》 (2015년)
- 《슈퍼대디 열》 (2015년)
- 《초인시대》 (2015년) - 지대한 역
- 《먹는 존재》 (2015년) - 유양 부 역
- 《내성적인 보스》 (2017년) - 오페라 투란도트의 광고주 관계자 역
- 《세가지색 판타지 - 생동성 연애》 (2017년) - 편의점 점장 역
- 《시카고 타자기》 (2017년) - 원만해 역
- 《서른이지만 열일곱입니다》 (2018년) - 지구대 경찰 역
- 《달리는 조사관》 (2019년)
- 《루갈》 (2020년) - 봉만철 역
- 《미씽: 그들이 있었다》 (2020년) - 백일두 역
- 《미씽 : 그들이 있었다 2》 (2022년) - 백일두 역

공연
- 《고령화 가족》 (2011년~2012년) - 오한모 역
- 《홀스또메르》 (2014년) - 바씨까 역
- 《모든건 타이밍Ⅱ》 (2015년)
- 《아버지의 선물》 (2016년) - 귀신, 우체부, 사진사 역

광고
- 맥도날드
- 롯데렌터카

## 수상
- 2018년 26회 대한민국문화연예대상 영화부문 특별상
- 2019년 제39회 황금촬영상 심사위원특별상 (참외향기)
- 2021년 제3회 신스틸러 페스티벌 신스틸러상

## 대외활동
- 2019년 4월 동문장애인복지관 홍보대사 위촉
- 2019년 6월 지대한 스타우트 론칭
- 2019년 6월 오태식해바라기치킨 프랜차이즈 홍보 모델
- 2021년 7월 부산국제어린이청소년영화제심사위원 위촉
- 2021년 9월 제8회 춘천SF영화제 공식 홍보대사
- 2021년 10월 부산 영도구 명예홍보대사 위촉
- 2022년 10월 양산영화제 홍보대사 위촉
- 2023년 3월 영도경찰서 학교폭력예방 홍보대사 위촉
- 2024년 4월 아세아항공직업전문학교 항공보안계열 액션연기과정 전임교수